# Kardonowka
Kardonowka (ros. Кардоновка) – wieś w Rosji, w Dagestanie, w rejonie kizlarskim. W 2010 liczyła 1875 mieszkańców, głównie Awarów.